# Katharine Hayhoe
Katharine Anne Scott Hayhoe (15 de abril de 1972 (53 años) es una científica  meteoróloga canadiense, y profesora de ciencia política en la Universidad Tecnológica de Texas, donde es directora del Centro de Ciencia del Clima. Es también CEO de la firma consultante ATMOS de Investigaciones y Consultoría.

## Educación y vida tempranas
Hayhoe es de Toronto, Ontario, Canadá.
Estudió física y astronomía en la Universidad de Toronto y obtuvo una Licenciatura en Ciencias en 1994. Luego estudió ciencias atmosféricas en la Universidad de Illinois en Urbana-Champaign y obtuvo una Maestría y un doctorado.

## Carrera
Desde 2005, trabaja en Texas Tech.
Ha publicado más de 120 artículos arbitradas, y escribió el libro A Climate for Change: Global Warming Facts for Faith-Based Decisions (Un clima para el cambio: los hechos del calentamiento global para decisiones basadas en la fe) junto con su marido, Andrew Farley. Ella también es coautora algunos informes para el Programa de Investigaciones de Cambio Global, así como otros para la Academia Nacional de Ciencias de Estados Unidos, incluyendo la 3.º Valoración de Clima, lanzado el 6 de mayo de 2014. Poco después de esa fecha, Hayhoe dijo, "El cambio climático está aquí y ahora, y no en algún tiempo o lugar lejano ", y agregó que" Las decisiones que estamos tomando hoy tendrán un impacto significativo en nuestro futuro."
También ha servido como una experta revisora para el Grupo Intergubernamental de Expertos sobre el Cambio Climático, en especial del Cuarto Informe de Evaluación del IPCC.
El profesor John Abraham la ha llamado "quizás la mejor comunicadora sobre el cambio climático." Time Magazine la listó entre las cien personas más influyentes en 2014. También en 2014, la Unión Americana de Geofísica le otorgó su premio de comunicaciones sobre el clima. El primer episodio de la serie documental de televisión Planeta en peligro presentó su trabajo y su comunicación con audiencias religiosas en Texas.

## Libro Newt Gingrich
Escribió un capítulo del libro de Newt Gingrich acerca de cambio climático después del 2009. Gingrich anunció en 2011 que ese capítulo fue retirado a petición de él.
Al enterarse de que su capítulo había sido eliminado y cuestionado, Hayhoe declaró: "Yo no había oído eso" y afirmó haber pasado más de 100 h, sin cobrar, trabajando en el capítulo. Algunos han especulado que Gingrich abandonó su capítulo porque Marc Morano, que no es un científico, escribió muchos artículos en su sitio web, Climate Depot, atacando sus hallazgos. Eso, así como su aparición en el show de televisión de Bill O'Reilly, recibiendo casi 200 mensajes negativos al día siguiente.
Poco después, Hayhoe fue blanco de un pleito por violación a la Libertad de Información por el conservador Instituto de la Tradición Americana PAC exigiendo la liberación de sus notas y correos electrónicos relacionados con la escritura del capítulo inédito para el libro de Gingrich

## Vida personal
Hayhoe, es una cristiana evangélica, hija de misioneros. Ella ha declarado que admitir su vida como cristiana y científica es "como salir del closet". Su padre se retiró como coordinador de ciencia y tecnología para el Distrito de Toronto Consejo Escolar y actualmente es profesor asociado de educación en Tyndale Universidad y Seminario en Toronto. Hayhoe atribuye a su padre, su inspiración con respecto a su creencia de que ciencia y religión no tienen que entrar en conflicto entre sí.
Conoció a su marido, Andrew Farley, mientras hacía estudios de licenciatura en la Universidad de Illinois. Farley es lingüista y pastor de una iglesia evangélica, en Lubbock, Texas.